# Флаг Заполярного (Мурманская область)
Флаг муниципального образования город Заполя́рный Печенгского района Мурманской области Российской Федерации.
Флаг утверждён 20 апреля 2007 года и является опознавательно-правовым знаком, составленным и употребляемым в соответствии с вексиллологическими (флаговедческими) правилами, служащий символом муниципального образования, единства его территории, населения, прав и самоуправления.

## Описание
«Флаг представляет собой прямоугольное полотнище с соотношением сторон 3:2 разделён по горизонтали на две части с соотношением по вертикали узкой синей полосы к широкой белой 2:3.
На верхней синей полосе изображено северное сияние — классический образ, объединяющий многие города заполярного края, начиная с флага и герба Мурманска.
Снизу на широкой белой полосе находится красный рябиновый лист — яркий символ северного леса».
Рябиновый лист — характерный представитель северного леса, особенно заметный в яркую осеннюю пору. Именно этот элемент флага и всего фирменного стиля муниципального образования город Заполярный выгодно отличает его от других типичных и часто встречающихся символов в области (вода, волны, рыба, корабли, якоря, северное сияние, сопки, животные).
Красный цвет, простая симметричная форма листа концентрируют на себе внимание и несут положительные эмоции.
Белый фон ассоциируется с чистым снегом северных просторов и сопками, соединёнными на горизонте с полоской синего неба.